# Кокальер
Кокалье́р (фр. Caucalières, окс. Caucalièira) — коммуна во Франции, находится в регионе Юг — Пиренеи. Департамент — Тарн. Входит в состав кантона Мазаме-1. Округ коммуны — Кастр.
Код INSEE коммуны — 81066.

## География
Коммуна расположена приблизительно в 600 км к югу от Парижа, в 75 км восточнее Тулузы, в 50 км к югу от Альби.
На юге коммуны протекает река Торе.

## Климат
Климат умеренно-океанический. Зима мягкая и дождливая, лето жаркое с частыми грозами. Ветры довольно редки.

## Население
Население коммуны на 2010 год составляло 318 человек.
| 1962 | 1968 | 1975 | 1982 | 1990 | 1999 | 2010 |
| ---- | ---- | ---- | ---- | ---- | ---- | ---- |
| 230  | 238  | 213  | 206  | 245  | 297  | 318  |

## Экономика
В 2007 году среди 212 человек в трудоспособном возрасте (15—64 лет) 159 были экономически активными, 53 — неактивными (показатель активности — 75,0 %, в 1999 году было 69,3 %). Из 159 активных работали 142 человека (77 мужчин и 65 женщин), безработных было 17 (3 мужчин и 14 женщин). Среди 53 неактивных 23 человека были учениками или студентами, 12 — пенсионерами, 18 были неактивными по другим причинам.